# Vass Imre-érem
A Vass Imre-érem a karsztok és barlangok feltárásában elért kimagasló teljesítményért adható egyéni díj. 1962 óta ítéli oda a Magyar Karszt- és Barlangkutató Társulat közgyűlése a társulat érembizottságának javaslata alapján. A 95 milliméter átmérőjű bronzplakettet nem osztották ki minden évben, viszont voltak olyan évek (1978, 1988, 2008) amikor két-két személy is kiérdemelte.

## Története
1962. január 21-én a Magyar Karszt- és Barlangkutató Társulat közgyűlése a vezetőség és a választmány előterjesztésére határozatot hozott kitüntető emlékérmek és emléklapok alapításáról. A Herman Ottó-érem, a Kadić Ottokár-érem és a Vass Imre-érem tervezője és a gipszminták készítője Kesslerné Szekula Mária volt.

## Vass Imre-éremmel kitüntetettek
- 1962. Kessler Hubert
- 1963. Balázs Dénes
- 1967. Révész Lajos
- 1968. Szilvássy Andor
- 1971. Jaskó Sándor
- 1972. Gyenge Lajos
- 1974. Borbély Sándor
- 1976. Mészáros Károly
- 1978. Plózer István és Dénes György
- 1979. Zentai Ferenc
- 1980. Varga Csaba
- 1981. Várszegi Sándor
- 1984. Vidics Zoltánné
- 1985. Adamkó Péter
- 1986. Kárpát József
- 1988. Kiss Attila és Szeremley Szabolcs
- 1989. Takácsné Bolner Katalin
- 1996. Rose György
- 1998. Börcsök Péter
- 1999. Eszterhás István
- 2000. Leél-Őssy Szabolcs
- 2001. Jakucs László
- 2002. Szenthe István
- 2003. Kalinovits Sándor
- 2004. Rónaki László
- 2008. Zih József és Zihné Perényi Katalin
- 2009. Kovács Richárd
- 2010. Nagy András Jenő
- 2011. Szilaj Rezső
- 2012. Sűrű Péter
- 2014. Rántó András
- 2016. Nagy Gergely Domonkos
- 2019. Lengyel János